# Liste d'étoiles par taille décroissante
Pour les autres listes d'étoiles, voir Liste de listes d'étoiles.
Voici une liste d'étoiles connues, ordonnées par taille décroissante.
| Les tailles relatives des planètes dans le système solaire et certaines des plus grandes étoiles : 1. Mercure < Mars < Vénus < Terre 2. Terre < Neptune <Uranus < Saturne < Jupiter 3. Jupiter < Wolf 359 < Soleil < Sirius 4. Sirius < Pollux < Arcturus < Aldébaran 5. Aldébaran < Rigel < Antarès < Bételgeuse 6. Bételgeuse< Mu Cephei < VV Cephei A < VY Canis Majoris |

## Critères
L'ordre exact de cette liste n'est encore ni parfaitement défini, ni par conséquent arrêté :
- arbitrairement, la liste se limite aux étoiles dont le rayon dépasse 700 fois celui du Soleil. En outre, la liste établie ci-dessous n'est pas totalement bien définie ; selon les sources :
  - des étoiles doubles peuvent être traitées indépendamment ou non ;
  - les diamètres donnés varient fortement ;
  - il peut exister des incertitudes élevées dans les valeurs et les tailles dérivées ;
  - l'incertitude sur les distances à la plupart de ces étoiles varie à des degrés différents et affecte les mesures des dimensions ;
  - plusieurs grandes étoiles ont des atmosphères étendues, et sont intégrées dans des coquilles ou des disques de poussière principalement opaques et pulsées, de sorte que leur rayon n'est pas bien déterminé ;
  - il existe des raisons théoriques pour s'attendre à ce qu'aucune étoile dans notre galaxie ne soit plus grande qu'environ 2 600 fois le Soleil, en fonction de modèles évolutifs et de la zone d'instabilité de Hayashi. La limite exacte dépend de la métallicité de l'étoile, de sorte que, par exemple, les supergéantes du nuage de Magellan ont une température et une luminosité légèrement différentes. Les étoiles dépassant cette limite ont été considérées comme subissant de grandes éruptions et ont parfois été remarquées pour changer leur type spectral en quelques mois seulement ;
  - une analyse des nuages de Magellan a répertorié la plupart des supergéantes rouges et au moins 50 d'entre elles, dans la liste suivante, sont plus grandes que le point critique de 700 rayons solaires. Le rayon le plus important, trouvé ici, est de l'ordre de 1 500 rayons solaires aux éléments d'incertitude près.

## Liste
Les rayons des étoiles listées sont donnés en multiples du rayon du Soleil, noté R☉ et égal à 6,957 × 108 m (soit 695 700 km ou 0,004 65 ua) ainsi qu'en unités astronomiques (UA) (149 597 870 700 m).
| Stephenson 2-18                                                            | 2150                    | |
| MY Cephei                                                                  | 2061                    | |
| WOH G64                                                                    | 1540                    | VV Cep A est une étoile très déformée dans un système binaire proche. Il y a une perte de masse avec l'étoile secondaire pendant au moins une partie de son orbite. |
| RW Cephei                                                                  | 1535                    | Marge d'erreur dans la détermination de la taille: ± 192 rayons solaires. Au plus petit, il aurait une taille similaire à VX Sagittarii (voir ci-dessous) |
| Westerlund 1-26                                                            | 1530                    | Masse très incertaine pour une étoile inhabituelle avec une forte émission d'onde radio. Le spectre est variable mais apparemment la luminosité ne l’est pas. |
| VY Canis Majoris                                                           | 1420                    | RW Cep est variable à la fois en luminosité (par un facteur d'au moins 3) et en type spectral (observé de G8 à M), et donc probablement aussi en diamètre. Étant donné que le type spectral et la température à la luminosité maximale ne sont pas connus, les dimensions citées ne sont que des estimations.                                                               |
| VV Cephei A                                                                | 1 050-1 900             | |
| KY Cygni                                                                   | 110                     | Des paramètres très incertains pour une étoile inhabituelle avec une forte émission radio. Le spectre est variable mais apparemment la luminosité n'est pas. |
| V354 Cephei                                                                | 690-1 520               | |
| KW Sagittarii                                                              | 1 009-1 460             | |
| AH Scorpii                                                                 | 1411                    | L'estimation supérieure est due à une mesure inhabituelle de la bande K et considérée comme un artefact d'une erreur de correction de rougissement. L'estimation basse est compatible avec d'autres étoiles dans la même enquête et des modèles théoriques. |
| Mu Cephei (« Étoile grenat » de Herschel)                                  | 650-1 420               | |
| RSGC1-FO2                                                                  | 1398                    | AH Sco est variable de près de 3 grandeurs dans la gamme visuelle et environ 20% dans la luminosité totale. La variation de diamètre n'est pas claire car la température est également variable. |
| HR 5171 A                                                                  | 1 315                   | HR 5171 A est une étoile très déformée dans un système binaire proche, la perte de masse au secondaire. |
| SMC 18136                                                                  | 1 310                   | |
| BI Cygni                                                                   | 1 240                   | |
| S Persei                                                                   | (780-) 1 230            | Dans le Double amas de Persée |
| PZ Cassiopeiae                                                             | 1 190-1 940 1 260-1 340 | La plus grande estimation est due à une mesure inhabituelle de la bande K et considérée comme un artefact d'une erreur de correction de rougissement. Estimation la plus basse est compatible avec d'autres étoiles dans la même enquête et des modèles théoriques, et l'intermédiaire a été obtenu affiner la distance par rapport à cette étoile, et donc ses paramètres. |
| EV Carinae                                                                 | 1 168-2 880             | EV Car est une étoile instable en proie à l'extinction de la poussière. La valeur à gauche est soumise à l'inexactitude et donc pas encore bien définie. |
| BC Cygni                                                                   | 1 140-1 230             | |
| RT Carinae                                                                 | 1 090                   | |
| V396 Centauri                                                              | 1 070                   | |
| CK Carinae                                                                 | 1 060                   | |
| V1749 Cygni                                                                | 1 040                   | |
| RS Aubin                                                                   | 770-1 000               | Dans le Double amas de Persée |
| NR Vulpeculae                                                              | 980                     | |
| RW Cygni                                                                   | 980                     | |
| DU Crucis                                                                  | 979 (598-1 180)         | Dans l'amas NGC 4755 |
| Bételgeuse (Alpha Orionis)                                                 | 950                     | |
| UY Scuti                                                                   | 909                     | |
| V602 Carinae                                                               | 860                     | |
| CW Leonis                                                                  | 700-826                 | |
| TZ Cassiopeiae                                                             | 800                     | |
| Antarès (Alpha Scorpii)                                                    | 800                     | |
| IX Carinae                                                                 | 790                     | |
| SU Persei                                                                  | 780                     | Dans le Double amas de Persée |
| V355 Cephei                                                                | 300-770                 | |
| V382 Carinae                                                               | 747                     | |
| TV Geminorum                                                               | 620-770                 | |
| XX Persei                                                                  | 710                     | Dans le Double amas de Persée |
| Les étoiles suivantes bien connues sont listées à des fins de comparaison. |                         | |
| Psi1 Aurigae                                                               | 637                     | |
| NO Aurigae                                                                 | 630                     | |
| 119 Tauri ("Ruby Star")[réf. nécessaire]                                   | 608                     | |
| S Pegasi                                                                   | 580                     | |
| T Cephei                                                                   | 540                     | |
| S Orionis                                                                  | 530                     | |
| W Hydrae                                                                   | 520                     | |
| R Leporis                                                                  | 400-535                 | |
| R Andromedae                                                               | 485 ± 125               | |
| R Hydrae                                                                   | 460-631                 | |
| Rho Cassiopeiae                                                            | 400–500                 | |
| V810 Centauri                                                              | 420                     | |
| Eta Carinae (Tseen She)                                                    | 60–800 (85-195)         | Auparavant considérée comme l'étoile la plus massive, Eta Carinae s'est révélée être, en 2005, un système binaire. |
| Mira A (Omicron Ceti)                                                      | 332-402                 | |
| V509 Cassiopeiae                                                           | 400–900                 | |
| V838 Monocerotis                                                           | 380 ± 90                | V838 Mon est un nouveau type d'objet connu comme un Rouge Lumineux Nova. Une fois complété à la liste comme l'une des plus grandes étoiles, après avoir connu une explosion nova progressivement diminué en taille. |
| S Doradus                                                                  | 100–380                 | |
| U Orionis                                                                  | 370 ± 96                | |
| R Doradus                                                                  | 370                     | |
| Epsilon Aurigae A (Almaaz)                                                 | 143–358                 | |
| HR Carinae                                                                 | 100–350                 | |
| R Leonis                                                                   | 320–350                 | |
| V337 Carinae                                                               | 350                     | |
| Étoile du Pistolet                                                         | 340                     | |
| V381 Cephei                                                                | 327                     | |
| Chi Cygni                                                                  | 316 (348-480)           | |
| R Cassiopeiae                                                              | 263-500                 | |
| S Coronae Borealis                                                         | 308                     | |
| La Superba (Y Canum Venaticorum)                                           | 307                     | |
| Pi Puppis                                                                  | 290                     | |
| Alpha Herculis (Ras Algethi)                                               | 264-303                 | |
| Omicron1 Canis Majoris                                                     | 280                     | |
| Cygnus OB2-12                                                              | 246                     | |
| Delta Canis Majoris (Wezen)                                                | 215 ± 66                | |
| Deneb                                                                      | 203                     | |
| LBV 1806-20                                                                | 200                     | |
| Zeta Aurigae (Haedus)                                                      | 200                     | |
| Delta2 Lyrae                                                               | 200                     | |
| Lambda Velorum (Al Suhail)                                                 | 200                     | |
| RS Puppis                                                                  | 200                     | |
| Epsilon Pegasi (Enif)                                                      | 185                     | |
| L Carinae                                                                  | 179                     | |
| 6 Cassiopeiae                                                              | 170                     | |
| Rho Persei (Gorgonea Tertia)                                               | 164                     | |
| Gamma Cygni (Sadir)                                                        | 150                     | |
| Epsilon Geminorum (Mebsuta)                                                | 140                     | |
| Mu Bootis (Alkalurops)                                                     | 130                     | |
| 66 Andromedae                                                              | 130                     | |
| QS Aquilae                                                                 | 130                     | |
| 56 Aquilae                                                                 | 130                     | |
| L2 Puppis                                                                  | 126                     | |
| Iota Scorpii (Apollyon)                                                    | 125                     | |
| Delta Apodis                                                               | 125                     | |
| HIP 110307                                                                 | 124.1                   | |
| 32 G. Hydrae                                                               | 121.7                   | |
| I Carinae                                                                  | 120                     | |
| Xi Puppis (Asmidiske)                                                      | 120                     | |
| Mu Sagittarii (Polis)                                                      | 115                     | |
| Omicron Cygni                                                              | 115                     | |
| V533 Carinae (VV Storm)[Information douteuse]                              | 114                     | |
| Gamma Crucis (Gacrux)                                                      | 84-113                  | |
| Zeta Cephei                                                                | 110                     | |
| Gamma Aquilae (Tarazed)                                                    | 110                     | |
| 34 Bootis                                                                  | 110                     | |
| Beta Arae                                                                  | 110                     | |
| Atria (Alpha Trianguli Australis)                                          | 109                     | |
| Beta Cygni A1 (Albireo)                                                    | 69-109                  | |
| WR 102ka (Étoile pivoine)                                                  | 100                     | |
| Beta Pegasi (Scheat)                                                       | 95                      | |
| 17 Camelopardalis                                                          | 91.3                    | |
| Beta Andromedae (Mirach)                                                   | 90                      | |
| R Scuti                                                                    | 84                      | |
| Nu Cephei                                                                  | 83.5                    | |
| Gamma Andromedae (Almach)                                                  | 83                      | |
| Theta Herculis (Rukbalgethi Genubi)                                        | 80                      | |
| Var 83                                                                     | 50-80                   | |
| Rigel (Beta Orionis)                                                       | 78,9                    | |
| Alpha Leporis (Arneb)                                                      | 77                      | |
| P Cygni                                                                    | 76                      | |
| Beta Doradus                                                               | 76                      | |
| DL Crucis                                                                  | 75-80                   | |
| Pi Herculis                                                                | 72                      | |
| Canopus (Alpha Carinae)                                                    | 71,4                    | |
| 13 Bootis                                                                  | 71                      | |
| Epsilon Carinae (Avior)                                                    | 153                     | |
| 62 Sagittarii                                                              | 70                      | |
| Nu Aquilae (Equator Star)[réf. nécessaire]                                 | 66                      | |
| R Coronae Borealis                                                         | 65                      | |
| Delta Virginis (Auva)                                                      | 65                      | |
| Delta Sagittarii (Kaus Media)                                              | 62                      | |
| Alpha Persei (Mirfak)                                                      | 60                      | |
| Zeta Geminorum (Mekbuda)                                                   | 60                      | |
| Eta Aquilae (Bezek)[réf. nécessaire]                                       | 60                      | |
| 89 Herculis                                                                | 60                      | |
| Upsilon Sagittarii                                                         | 60                      | |
| Alpha Aquarii (Sadalmelik)                                                 | 60                      | |
| CPD -572874                                                                | 60                      | |
| Chi Orionis                                                                | 59                      | |
| Alpha Persei (Mirfak)                                                      | 56                      | |
| Iota Aurigae (Al Kab)                                                      | 55                      | |
| FF Aquilae                                                                 | 55                      | |
| Alpha Apodis                                                               | 55                      | |
| Tau Serpentis                                                              | 54                      | |
| Beta Cancri (Tarf)                                                         | 53                      | |
| Alpha Antliae                                                              | 53                      | |
| Zeta1 Scorpii                                                              | 52                      | |
| Alphard (Alpha Hydrae)                                                     | 50,5                    | |
| Gamma Draconis (Eltanin)                                                   | 50                      | |
| Beta Aquarii (Sadalsuud)                                                   | 50                      | |
| HD 5980 A                                                                  | 48-160                  | |
| Epsilon Bootis (Izar)                                                      | 48                      | |
| Zeta2 Scorpii                                                              | 48                      | |
| AG Antliae                                                                 | 47                      | |
| V428 Andromedae                                                            | 46,3                    | |
| HD 13189                                                                   | 46                      | |
| HD 203857                                                                  | 46                      | |
| Aldébaran (Alpha Tauri)                                                    | 44.2                    | |
| Alpha Cassiopeiae (Schedar)                                                | 42                      | |
| Alpha Ceti (Menkar)                                                        | 42                      | |
| Delta Cephei (Alrediph)[réf. nécessaire]                                   | 41,6                    | |
| Beta Ursae Minoris (Kochab)                                                | 41                      | |
| Beta Draconis (Rastaban)                                                   | 40                      | |
| BD Camelopardalis                                                          | 40                      | |
| HD 5980 B                                                                  | 40                      | |
| Eta Canis Majoris (Aludra)                                                 | 37,8                    | |
| Polaris (Alpha Ursae Minoris)                                              | 37,5-46                 | |
| 87 Leonis                                                                  | 37                      | |
| Gamma Centauri (Muhlifan)                                                  | 36,5                    | |
| S Normae                                                                   | 35,6                    | |
| R136a1                                                                     | 28,8-35,4               | Également enregistrée comme l'étoile la plus massive et la plus lumineuse connue. |
| Sher 25                                                                    | 35                      | |
| Gamma Leonis (Algieba)                                                     | 31,9                    | |
| Alpha Camelopardalis                                                       | 31,2                    | |
| Alpha Ursae Majoris (Dubhe)                                                | 30                      | |
| 11 Lacertae                                                                | 30                      | |
| Beta Camelopardalis                                                        | 30                      | |
| Cygnus OB2-8A                                                              | 28                      | |
| Eta Leonis (Al Jabhah)                                                     | 27                      | |
| WR 102ea (Archen Star)[réf. nécessaire]                                    | 27                      | |
| R Apodis                                                                   | 26,3                    | |
| Epsilon Orionis (Alnilam)                                                  | 26                      | |
| Eta Piscium (Kullat Nunu)                                                  | 26                      | |
| Melnick 42                                                                 | 26                      | |
| Arcturus (Alpha Bootis)                                                    | 25,7                    | |
| HD 93129A                                                                  | 25                      | |
| 11 Ursae Minoris                                                           | 24,1                    | |
| HD 47536                                                                   | 23.5                    | |
| Epsilon Leonis (Algenubi)                                                  | 23                      | |
| 42 Draconis                                                                | 22 ± 1                  | |
| Alpha Reticuli                                                             | 21                      | |
| Chi Virginis                                                               | 20,9                    | |
| 19 Cephei                                                                  | 20–30                   | |
| HDE 226868                                                                 | 20-22                   | Le compagnon supergéant de Cygnus X-1. |
| Zeta Orionis (Alnitak)                                                     | 20                      | |
| Theta Scorpii (Sargas)                                                     | 20                      | |
| Beta Herculis (Kornephoros)                                                | 20                      | |
| Theta Apodis                                                               | 20                      | |
| Alpha Sagittae (Alsahm)                                                    | 20                      | |
| Westerlund 2                                                               | 19,3                    | |
| Étoile de Plaskett                                                         | 19,2                    | |
| Kappa Cassiopeiae                                                          | 19                      | |
| Beta Scorpii (Acrab)                                                       | 19                      | |
| Beta Lyrae (Sheliak)                                                       | 19                      | |
| Zeta Puppis (Naos)                                                         | 18,6                    | |
| R 122                                                                      | 18,5                    | |
| HD 93250                                                                   | 18                      | |
| Alpha Microscopii                                                          | 17,5                    | |
| LH45-425 A                                                                 | 17,5                    | |
| Upsilon Hydrae                                                             | 17,1                    | |
| Beta Ceti (Deneb Kaitos)                                                   | 17                      | |
| Epsilon Canis Majoris (Adhara)                                             | 17                      | |
| VV Cephei B                                                                | 14-20                   | |
| LY Aurigae                                                                 | 16                      | |
| Theta Centauri (Menkent)                                                   | 16                      | |
| Beta Corvi (Kraz)                                                          | 16                      | |
| Delta Orionis A (Mintaka)                                                  | 15,8                    | |
| Nu Ophiuchi (Sinistra)                                                     | 15,25                   | |
| Alpha Arietis (Hamal)                                                      | 14-15                   | |
| ...                                                                        |                         | |
| Soleil                                                                     | 1                       | |